# Heautontimoroumenos
Heautontimoroumenos, altgriechisch Ἑαυτὸν τιμωρούμενος wörtlich „der Selbsträcher“ oder „Der, der sich selbst quält“ als jemand, der sich selbst bestraft (von griechisch τιμωρέω ‚rächen, helfen, bestrafen‘); auch „Selbstquäler“ oder „Selbsthenker“ ist der Titel eines nicht überlieferten Theaterstückes von Menander aus dem 4. Jahrhundert v. Chr. und eines Gedichts von Charles Baudelaire aus den Blumen des Bösen (1857 bis 1868).
Erhalten ist der Heautontimorumenos des römischen Komödiendichters Terenz, der 163 v. Chr. uraufgeführt wurde. Dieser gilt als Adaption des griechischen Vorbildes und als Ursprung des geflügelten Wortes: “Homo sum, humani nihil a me alienum puto” (V. 77, deutsch: „Ich bin ein Mensch, nichts Menschliches ist mir fremd“).

## Ausgaben und Kommentare
Siehe auch die Sammel- und Gesamtausgaben, die im Artikel zu Terenz aufgeführt sind.
- Publius Terentius Afer (Terenz): Heautontimorumenos. Text. Aschendorff, Münster 1974, 1983, ISBN 3-402-02116-1.
  - Karl Lietzmann: Kommentar. ebenda 1975, ISBN 3-402-02117-X.